# Gartmore
Gartmore är en by i Stirling, Skottland. Byn är belägen 29 km 
från Stirling. Orten har 194 invånare (1991).